# Sedasta ferox
Sedasta ferox — вид аранеоморфних павуків родини павуків-колопрядів (Araneidae). Поширений у Західній Африці.